# Petar Svačić
Petar Svačić (Kamičak, ... – 1097) è stato l'ultimo re di nazionalità croata dal 1093 al 1097.

## Regno
Petar Svačić divenne re di Croazia in un periodo di grandi tensioni nel regno. Il suo predecessore Stefano II (1089-1091) morì senza lasciare eredi, causando una grossa crisi politica, che scoppiò quando si scoprì che Jelena, vedova di re Zvonimir (1074-1089), stava programmando l'annessione della Croazia al regno di suo fratello, Ladislao I d'Ungheria. Ladislao da parte sua sfruttò la situazione per reclamare il suo diritto al trono in quanto fratello della vedova di Zvonimir.
Intanto la nobiltà croata e il clero nominarono rex Croatorum il nobile Petar Svačić, che si impegnò immediatamente nella difesa del confine croato dalla possibilità di un attacco ungherese. Ladislao I però, che probabilmente aveva organizzato un'invasione già due anni prima, lanciò un'offensiva armata e organizzò l'assalto alla Croazia lungo il confine del fiume Drava. Le truppe ungheresi occuparono con facilità l'intera Slavonia, ma dovettero arrestarsi di fronte alla resistenza croata presso il monte Gvozd, vicino all'odierna Karlovac.
Poco dopo il successo militare Ladisalo d'Ungheria morì, nel 1095, lasciando il regno e gli oneri della guerra a suo nipote Colomanno d'Ungheria. Le truppe di Svačić intanto continuarono la resistenza contro l'invasore per quasi altri due anni. Colomanno allora radunò nel 1097 un enorme esercito ad Est del monte Gvozd, riuscendo infine a sconfiggere le milizie croate, uccidendo pure così Petar Svačić. La gloria dell'ultimo sovrano croato in combattimento fu però conservata nella memoria collettiva e ancora oggi a Monte Gvozd è detta Petrova Gora, cioè la montagna di Pietro.
Cinque anni di negoziati fra la nobiltà croata rimasta indipendente e Colomanno si conclusero nel 1102, quando fu sancito uno storico accordo, i pacta conventa, in base al quale i croati accettavano di riconoscere Colomanno come re, mentre egli prometteva di conservare la Croazia come un regno separato amministrato da un bano e di non invadere il suo territorio con coloni ungheresi, conservando pure tutte le leggi e i privilegi dei croati.

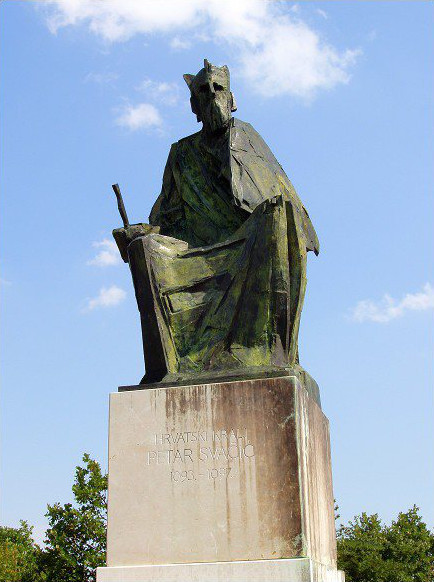
Il monumento al Petar Svačić a Parco nazionale della Cherca

La capitale di Croazia sotto il regno di Petar Svačić era Tenin. Nonostante egli fosse tradizionalmente chiamato Svačić, è probabile che il cognome sia una deformazione dell'originario Snačić.
I primi studiosi, in particolare Franjo Rački, interpretarono erroneamente la lettera "n" come una "v", creando un errore comune fino ad oggi. La famiglia Svačić non è mai esistita, tuttavia esisteva la famiglia Snačić , che era una delle dodici tribù nobili della Croazia, e un certo Petar Snačić è menzionato nel Cartulario di Supetar (aggiunta del XIV secolo) come bando croato durante il regno del re Zvonimir.  Tuttavia il legame tra Petar Snačić con Petar che fungeva anche da Bano di Croazia (figlio di Rusin e nipote di Slavac che era anche un pretendente al trono croato e intitolato come re; secondo Supetar Cartulary), e re Petar della Croazia (per Gesta Hunnorum et Hungarorum di Simone di Kéza) è discutibile, ma probabilmente si riferiscono tutti alla stessa persona. 

## Lotta per la successione [ modifica ]
Salì al trono in mezzo a una profonda tensione in tutto il Regno. Il suo predecessore, Stefano II (1089–1091) morì senza lasciare eredi, scatenando una grave crisi politica. Jelena o Ilona, la vedova del re Dmitar Zvonimir (1074–1089), sostenne suo fratello, il re Ladislao I d'Ungheria, nell'eredità del trono di Croazia. La Croazia fu invasa nel 1091 da Ladislao I, incontrando opposizione solo quando raggiunse il monte Gvozd, dove si impegnò con successo in una guerra con la nobiltà locale. Nel frattempo, poiché una parte dei dignitari e del clero croati non sostenevano le pretese di Ladislao, elessero re il nobile Petar.
Poco dopo il successo del suo esercito, Ladislao morì (1095), lasciando il nipote Coloman a continuare la campagna. Nel 1097, Petar partì da Knin per incontrare Coloman in battaglia, provocando la vittoria di Coloman e la morte di Petar. Secondo Pacta conventa, la cui autenticità è dibattuta, successivamente si raggiunse un accordo storico con il quale i croati accettarono di riconoscere Coloman come re. In cambio, ha promesso di garantire l'autogoverno della Croazia sotto il divieto (governatore reale) e di rispettare tutti i diritti, le leggi e i privilegi del Regno croato. Petar fu l'ultimo re nativo della Croazia e l'unione personale con il Regno d'Ungheria durò fino al 1918.